# 克吉姆库吉克国家公园
克吉姆库吉克国家公园是一座位于加拿大新斯科舍半岛的国家公园，建于1974年。公园分為內陸及大西洋沿岸兩個園區。